# Svetlana Badulina
Svetlana Mikhailovna Badulina (26 d'octubre de 1960, Moscou) és una exjugadora de voleibol de Rússia. Va ser internacional amb la Selecció femenina de voleibol de la Unió Soviètica. Va competir en els Jocs Olímpics d'Estiu de 1980 a Moscou en els quals va guanyar la medalla d'or i va jugar tres partits.